# Чемпіонат Саудівської Аравії з футболу
Чемпіонат Саудівської Аравії з футболу; араб. مسابقة الدوري السعودي لفرق الدرجة الممتازة), офіційно Саудівська Професіональна ліга — чемпіонат професійних футбольних клубів Саудівської Аравії, що проводиться з 1976 року.

## Історія
До кінця 1950-х років футбол у Саудівській Аравії організовувався на регіональній основі, єдиним загальнонаціональним турніром був Королівський кубок. У 1957 році перший кваліфікаційний процес об'єднав регіональні турніри Центрального, Західного, Східного та Північного регіонів. Клуби змагалися у своїх регіональних лігах, щоб отримати право на Королівський кубок, який був завершальним етапом змагань. Переможець Королівського кубка не був переможцем ліги.
У 1976 році у Саудівській Аравії заснована перша в історії професійна футбольна ліга з восьми команд, наступного сезону кількість клубів зросла до десяти. У сезоні 1981–1982 років відбулося злиття Прем'єр-ліги Саудівської Аравії та Першого дивізіону Саудівської Аравії для цього сезону виключно для процесу кваліфікації чемпіонату світу з футболу 1982 року. Двадцять команд були розділені на дві групи, A та B. Дві найкращі у кожній групі потрапляли до півфінальної стадії для визначення загальних чемпіонів. У наступному сезоні, який повернувся до регулярних кругових змагань, кількість клубів першого дивізіону згодом збільшилася до 12 у сезоні 1984–85 .
У грудні 1990 року федерація футболу Саудівської Аравії вирішила об'єднати лігу з кубком короля в один турнір, було вирішено оновити місцеві змагання та запровадити професійний футбол. Було сформовано новий чемпіонат ліги під назвою «Кубок Ліги Хранителя Двох Священних Мечетей», який складався з двох етапів. Першим етапом була звичайна подвійна кругова система ліги, в якому 4 найкращі виходили до фінальної стадії плей-оф, яка називається золотою коробкою. Клубам було дозволено підписувати гравців на професійній основі, роблячи лігу напівпрофесійною. Ця система проіснувала протягом сімнадцяти сезонів, перш ніж повернутися до регулярного кругового змагання. Ліга стала повністю професійною у 2007 році.
Станом на 2008 рік, залежно від національного коефіцієнта, чотири команди із Саудівської Аравії щорічно кваліфікуються до Ліги чемпіонів АФК. Це включає три найкращі позиції ліги разом із переможцем Королівського кубка. Якщо переможець Королівського кубка також входить до трьох найкращих команд, то четверта найкраща команда виходить до плей-оф, а якщо переможець Королівського кубка не входить до трьох найкращих позицій у лізі, то до двох найкращих команд потрапляє команда кваліфікується безпосередньо до групового етапу, а третя команда кваліфікується до плей-оф Ліги чемпіонів АФК.

## Призові
З 2016 року встановлені таки призові для лідерів чемпіонату Саудівської Аравії: 1-ше місце — 3 800 000 ріалів, 2-ге місце — 2 000.000 ріалів і 3-тє місце — 1 000.000 ріалів.

## Список чемпіонів Саудівської Аравії
| №  | Сезон   | Чемпіон     |
| -- | ------- | ----------- |
| 1  | 1974–75 | Ан-Наср     |
| -  | 1975–76 | скасований  |
| 2  | 1976–77 | Аль-Гіляль  |
| 3  | 1977–78 | Аль-Аглі    |
| 4  | 1978–79 | Аль-Гіляль  |
| 5  | 1979–80 | Ан-Наср     |
| 6  | 1980–81 | Ан-Наср     |
| 7  | 1981–82 | Аль-Іттіхад |
| 8  | 1982–83 | Аль-Іттіфак |
| 9  | 1983–84 | Аль-Аглі    |
| 10 | 1984–85 | Аль-Гіляль  |
| 11 | 1985–86 | Аль-Гіляль  |
| 12 | 1986–87 | Аль-Іттіфак |
| 13 | 1987–88 | Аль-Гіляль  |
| 14 | 1988–89 | Ан-Наср     |
| 15 | 1989–90 | Аль-Гіляль  |
| 16 | 1990–91 | Аш-Шабаб    |
| 17 | 1991–92 | Аш-Шабаб    |
| 18 | 1992–93 | Аш-Шабаб    |
| 19 | 1993–94 | Ан-Наср     |
| 20 | 1994–95 | Ан-Наср     |

| №  | Сезон   | Чемпіон     |
| -- | ------- | ----------- |
| 21 | 1995–96 | Аль-Гіляль  |
| 22 | 1996–97 | Аль-Іттіхад |
| 23 | 1997–98 | Аль-Гіляль  |
| 24 | 1998–99 | Аль-Іттіхад |
| 25 | 1999–00 | Аль-Іттіхад |
| 26 | 2000–01 | Аль-Іттіхад |
| 27 | 2001–02 | Аль-Гіляль  |
| 28 | 2002–03 | Аль-Іттіхад |
| 29 | 2003–04 | Аш-Шабаб    |
| 30 | 2004–05 | Аль-Гіляль  |
| 31 | 2005–06 | Аш-Шабаб    |
| 32 | 2006–07 | Аль-Іттіхад |
| 33 | 2007–08 | Аль-Гіляль  |
| 34 | 2008–09 | Аль-Іттіхад |
| 35 | 2009–10 | Аль-Гіляль  |
| 36 | 2010–11 | Аль-Гіляль  |
| 37 | 2011–12 | Аш-Шабаб    |
| 38 | 2012–13 | Аль-Фатех   |
| 39 | 2013–14 | Ан-Наср     |
| 40 | 2014–15 | Ан-Наср     |
| 41 | 2015–16 | Аль-Аглі    |

| №  | Сезон   | Чемпіон     |
| -- | ------- | ----------- |
| 42 | 2016–17 | Аль-Гіляль  |
| 43 | 2017–18 | Аль-Гіляль  |
| 44 | 2018–19 | Ан-Наср     |
| 45 | 2019–20 | Аль-Гіляль  |
| 46 | 2020–21 | Аль-Гіляль  |
| 47 | 2021–22 | Аль-Гіляль  |
| 48 | 2022–23 | Аль-Іттіхад |

## Титули
| # | Клуб        | Чемпіонств | Віце-чемпіонств |
| - | ----------- | ---------- | --------------- |
| 1 | Аль-Гіляль  | 18         | 15              |
| 2 | Аль-Іттіхад | 9          | 8               |
| 3 | Ан-Наср     | 9          | 7               |
| 4 | Аш-Шабаб    | 6          | 6               |
| 5 | Аль-Аглі    | 3          | 9               |
| 6 | Аль-Іттіфак | 2          | 2               |
| 7 | Аль-Фатех   | 1          | 0               |
| 8 | Ер-Ріяд     | 0          | 1               |